# Max Goldstein
Max Goldstein (Barlád, 1898 – Telega, 1924) másképp Coca, román kommunista és anarchista eszméket követő forradalmár.
1920. december 8-án két társával politikai bombamerényletet hajtott végre a Román Szenátus előtt. A bomba, amely kioltotta Dimitrie Greceanu igazságügyminiszter és két szenátor Demetriu Radu püspök és Spirea Gheorghiu életét, illetve Constantin Coandă házelnököt súlyosan megsebesítette, egy első világháborús fel nem robbant német tüzérségi lövedékből készült. A kormány az esetet felhasználta a baloldali mozgalmak diszkreditálására és felszámolására. A rákövetkező perben Gheorghe Cristescu kommunista vezető a merénylőkkel való minden kapcsolatot tagadott.
Goldstein Bulgáriába menekült, majd 1921 októberében megpróbált hazatérni, de elfogták és életfogytiglani fegyházra ítélték. 1924-ben hunyt el a börtönben egy 32 napos éhségsztrájkot követően.